# Love is Show
«Love is Show feat. Reni Takagi» es el sencillo número 43 de Masayuki Suzuki lanzado por Epic Records Japan el 16 de diciembre de 2022. La canción fue utilizada como tema de apertura de la película Kaguya-sama wa Kokurasetai: First Kiss wa Owaranai.

## Producción
«Love is Show» fue escrita y compuesta por Yoshiki Mizuno de Ikimonogakari, producida por Akimitsu Homma, y la voz invitada de la idol Reni Takagi. La canción fue adoptada por la película de anime Kaguya-sama wa Kokurasetai: First Kiss wa Owaranai como su tema de apertura.